# Halicampus dunckeri
 Halicampus dunckeri és una espècie de peix de la família dels singnàtids i de l'ordre dels singnatiformes.

## Morfologia
- Els mascles poden assolir 15 cm de longitud total.[1]

## Reproducció
És ovovivípar i el mascle transporta els ous en una bossa ventral, la qual es troba a sota de la cua.

## Hàbitat
És un peix marí de clima tropical i associat als esculls de corall que viu entre 0-14 m de fondària.

## Distribució geogràfica
Es troba des del Mar Roig fins a Salomó, el sud del Japó, el sud de la Gran Barrera de Corall i Micronèsia (Palau i Pohnpei).